# Ceylan Avcı
Ceylan Avcı (anhörenⓘ * 25. Juni 1974 in Fındıkzade, Istanbul) ist eine türkische Sängerin. Sie singt türkische Arabesk und Volksmusik.

## Leben und Karriere
Avcıs Eltern stammen aus Tunceli, sie sind alevitische Kurden und Türken. Ceylan hat zwei Kinder.
Bereits im Alter von neun Jahren stand sie vor der Kamera und drehte Filme mit berühmten Schauspielern. Unter dem Namen Küçük Ceylan – Kleine Ceylan wurde sie ein Kinderstar. 1984 erschien ihr erstes Musikalbum. Sie singt auf Türkisch.
Der im Jahr 2000 veröffentlichte Song Zeyno wurde sehr erfolgreich.

## Diskografie

### Alben
| - 1984: Yaktı Beni (Er/Sie/Es hat mich verletzt) - 1985: Kaderin Tuzakları (Die Fallen des Schicksals) - 1986: Seni Sevmeyen Ölsun (Wer dich nicht liebt, soll sterben) - 1987: Bırakmam Seni (Ich werde dich nicht verlassen) - 1988: Sev Beni, Seveyim Seni/Annem (Liebe mich, damit ich dich liebe/Meine Mutter) - 1988: Sanada Günvenilmez/Ağlama Yar (Dir kann man auch nicht trauen/Weine nicht Liebster) - 1989: Vallah/Hep Ezildim (Bei Gott/Ich wurde immer unterdrückt) - 1989: Allah Aşkına (Um Gottes Willen) - 1990: Kadersiz Doğmuşum/Arabacı (Ich wurde ohne Schicksal geboren/Kutscher) - 1990: Beni Bende Bitirdiler/Yaşayacağım (Sie haben mich fertig gemacht/Ich werde leben) - 1991: Hastayım Sana/Dinle (Ich bin verrückt nach dir/Hör' zu) - 1991: Hayret Nasıl Yaşıyorum? (etwa: Ich wundere mich, wie ich lebe) - 1992: Geri Ver Beni (Gib' mich zurück) - 1993: Şantaj ve Montaj (Erpressung und Montage) - 1994: Kritik Etme Beni (Kritisiere mich nicht) - 1995: Kır Çiçeğim/Ayrılmam (Meine Wiesenblume/Ich trenne mich nicht) | - 1996: Canımdan Ayırdılar/Ben Anayım (Man hat mich von meinem Liebsten getrennt/Ich bin Mutter) - 1997: Güldestim (Rosenbündel) - 1998: Ağlayı Ağlayı / Lele Kirvo (Le Le Pate) - 2000: Zeyno (Zeyno – weiblicher Vorname, von "Zeynep" stammend) - 2001: Sevilenler, Vol. 1 (Pirimi Ararım) - 2001: Can Cana (Nebeneinander (Wörtliche Übersetzung: Leben an Leben) ) - 2003: Söyle (Sag es) - 2004: Gelsene (Komm doch) - 2005: Ah Gönlüm (Ach, mein Herz) - 2007: Sana Söz (Ich verspreche es dir) - 2008: Bi Daha Mı? (Noch ein mal?) - 2009: Türkülerin Ceylanı (Ceylan der Lieder) - 2011: 2011 Arabesk - 2012: 2012 Kendisi Lazim - 2014: Bana Bir Şey Söyle - 2016: #Ceylan'dan2016 |

### Singles (Auswahl)
| - 1994: Kritik Etme Beni - 1996: Nesine Yandım Bilmem - 1996: Ben Anayım - 1997: Halay - 1997: Güldestim - 1998: Le Le Kirvo - 1999: Gönlüme (mit Uğur Karakuş) - 2000: Zeyno - 2000: Dön Maralım - 2000: Mamudo - 2001: Nare - 2001: Can Cana - 2002: Yanmışam - 2003: Menşure Hanım - 2004: Gelsene - 2004: Vay Le Le - 2005: Sevim Yıkılsın Evim - 2005: Doğum Günüm - 2005: Ah Gönlüm - 2007: Antep'in Hamamları - 2007: Kirve (mit Murat Kurşun) - 2008: Lanet Olsun - 2008: Bir Daha Mı? - 2008: Kalleşin Biri - 2008: Sivaslıymış - 2009: Mardine - 2009: Arguvan'a Gidemem - 2009: Kader Bize Gülecekmiş Ne Zaman? - 2011: Bu Da Geçer - 2011: Mesele - 2012: Kendisi Lazım - 2012: Düzgün Baba Dağları - 2013: Bana Bir Şey Söyle - 2014: Çeker Giderim - 2014: Entarisi Dım Dım Yar (Hım Hım Yar) - 2016: Bana Biraz Zaman Lazım - 2016: Minnoş | - 2016: Sen Neredesin (mit Nazan Avcı) - 2017: Kara Kız Kurbanın Olim - 2017: Koptum Bu Gece - 2017: Sende Kaldı Yüreğim - 2017: Sonsuz Aşkım - 2017: Eyvah (mit Gökhan Doğanay) - 2018: Tillillo - 2018: Kıyamadım (mit Melodi) - 2019: Severim Ama Güvenemem Ki (mit Melodi) - 2019: Mamudo2019 - 2019: Cennetim Ol - 2020: İlle de Sen - 2020: Ne Feryat Edersin Divane Bülbül - 2020: Bir Sivaslı Uğruna - 2021: Islanmış Kirpiklerin - 2021: Birileri Kandırmış - 2021: Gula Min (mit Berdan Mardini) - 2021: Mashup - 2021: Medet - 2021: Senin Kadar Hiç Kimseyi Sevmedim - 2021: Eski Tadım Yok Artık - 2022: Sen Affetsen Ben Affetmem - 2022: Yansın Ankara - 2022: Van'a Gel Muş'a Gel - 2022: Ne Sayarsan Say - 2022: Pişmanlıklar Diliyorum (mit Devran Şengümüş) - 2023: Ne Gelirse Sevdadan Gelir - 2023: Cane - 2023: Ankara Mı Yanacak (mit Dodo) - 2023: Aşkından Yanayım Mı? - 2024: Sormaz Mıyım (mit Alişan) - 2024: Artık Ağlamam - 2024: Seyfo - 2024: Halay Potpori - 2024: Sensiz Yaşamaya Alışacağım - 2025: İçime Atıyorum Aşk |

### Gastauftritte
- 2000: Zaman (von Burak Kut – Hintergrundstimme)

## Filmografie
- 1985: Garibim Ceylan (Meine arme Ceylan/Mein armes Reh)
- 1985: Yetim (Waise)
- 1986: Aşk & Para (Liebe & Geld)
- 1986: Ana Kucağı (Mutterschoß)
- 1987: Yuvasızlar (Die ohne Nest/Heim)
- 1987: Annem (Mama)
- 1988: Acı Gurbet (Bittere Fremde/Ausland)
- 1988: Sığıntı (Asylantin)
- 1988: Ağlıyorum (Ich weine)
- 1989: Yüzünü Şeytan Görsün (etwa: Scher' dich zum Teufel)
- 1989: Hep Ezildim (Ich wurde immer unterdrückt)
- 1989: Güneş Yine Doğacak (Die Sonne wird wieder aufgehen)
- 1989: Çingene (Zigeuner)
- 1989: Beni Bende Bitirdiler (Sie haben mich fertig gemacht)
- 1990: Düşte Gör (etwa: Erfahre es am eigenen Leib)
- 1990: Acı Kader (Bitteres Schicksal)
- 1991: Senin Yüzünden (Wegen dir)
- 1991: Kadersiz Doğmuşum (Ich wurde ohne Schicksal geboren)

## Auszeichnungen
- 1999: Kral Türkiye Müzik Award in der Kategorie Beste türkische Volksmusikerin
- 2001: Kral Türkiye Müzik Award in der Kategorie Beste türkische Volksmusikerin